# François Lefebvre de Caumartin
Pour les articles homonymes, voir Lefebvre et Caumartin.
Pour les autres membres de la famille, voir Famille Le Fèvre de Caumartin.
François Lefebvre de Caumartin ou Jean-François-Paul Lefèvre de Caumartin (né le 16 décembre 1668 à Châlons-en-Champagne - mort le 30 août 1733 à l'âge de 65 ans à Blois) est un évêque catholique français.

## Biographie
Jean-François-Paul Lefèvre de Caumartin naît le 16 décembre 1668 à Châlons-en-Champagne. Il est le fils de Louis-François Le Fèvre de Caumartin, intendant de Champagne de 1667 à 1673, et frère de Louis Urbain Lefebvre de Caumartin et filleul du cardinal de Retz.
D'abord destiné à l'ordre de Saint-Jean de Jérusalem, il reçoit de son parrain la commende de l'abbaye de Buzay dans la paroisse de Rouans, à l'âge de sept ans, et préside un an plus tard les États de Bretagne. Il est élevé à Paris où il devient garde des livres du cabinet du roi et où il est élu à 26 ans membre de l'Académie française en 1694 et de l’Académie des inscriptions et belles-lettres en 1701. Docteur en théologie à 29 ans il est vicaire général de l'archevêque de Tours, puis évêque de Vannes en 1717, confirmé le 8 juin 1718 et consacré en juillet à Dinan par Vincent-François Desmarets  l'évêque de Saint-Malo et enfin transféré comme évêque de Blois de 1719 à sa mort .
Érudit de tendance janséniste et passionné de livres, bien que n'ayant lui-même rien produit, il laissa derrière lui une bibliothèque contenant près de 10 000 manuscrits et ouvrages imprimés. Il donna ses discours remarqués et parfois grinçants à l'image du discours de réception de François de Clermont-Tonnerre, évêque de Noyon, à l'académie, où après l'avoir tourné en ridicule pour plaire au roi, il tomba en disgrâce.
Selon le duc de Saint-Simon, l'évêque de Blois « avait beaucoup d'esprit et de savoir. Il était jeune et frère de différents lits de Caumartin, intendant des finances, fort à la mode en ce temps-là, et qui les faisait presque toutes sous Pontchartrain, contrôleur général, son parent proche et son ami intime. », 

### Blason
| Blason | Nom de l'évêque et blasonnement                                                                            |
| ------ | --- |
|        | Les armes de Jean François Paul Lefèvre de Caumartin se blasonnent ainsi : d'azur à cinq trangles d'argent |